# Ewklid Kiriakowitsch Kjurdsidis

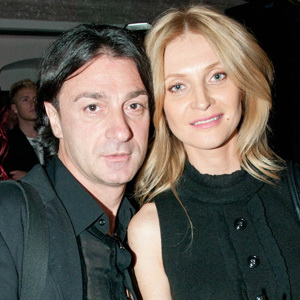
Ewklid Kiriakowitsch Kjurdsidis (2010)

Ewklid Kiriakowitsch Kjurdsidis (* 22. Februar 1968 in Jessentuki, Region Stawropol, Sowjetunion; russisch Эвклид Кириакович Кюрдзидис; griechisch Ευκλείδης Κυριάκου Κιουρτζίδης) ist ein russischer Film- und Theaterschauspieler griechischer Abstammung.

## Leben
Ewklid Kjurdsidis wurde 1968 in Jessentuki geboren, einem der Zentren der griechischen Gemeinde in der Sowjetunion. Beide Eltern waren griechischer Abstammung, seine Großeltern waren nach dem Zweiten Weltkrieg in die Sowjetunion eingewandert. Nach eigenen Angaben spricht er nur wenig Griechisch, verfügt seit 1996 aber auch über die griechische Staatsbürgerschaft. Seine Kindheit verbrachte er teilweise im heutigen Georgien. 1987 schloss er eine Ausbildung an der Theaterschule in Dnepropetrowsk ab, anschließend arbeitete er als Schauspieler in Theatern in Luzk und Pjatigorsk. Er schrieb sich schließlich am berühmten Gerassimow-Institut für Kinematographie in Moskau ein und schloss dort sein Studium 1997 ab.
Kjurdsidis hatte anschließend immer häufiger Auftritte in Kinofilmen und Fernsehproduktionen. Der endgültige Durchbruch als Filmschauspieler gelang ihm durch seine Rolle als „Ruslan Schamajew“ im 2002 erschienenen Film „Woina“, unter der Regie von Alexei Balabanow.
2007 wurde er als „Verdienter Künstler der Russischen Föderation“ ausgezeichnet.

## Filmografie
- 2002: Chechenia Warrior 2
- 2002: Speznaz (Serie)
- 2003: Babij Jar – Das vergessene Verbrechen
- 2003: Bjaset (Serie)
- 2004: Balsakowski wosrast, ili wse muschiki swo
- 2005: Ot 180 i wysche
- 2005: Satifakzija
- 2006: Dikari
- 2007: Ljubov-Morkow
- 2007: 1612 – Angriff der Kreuzritter
- 2009: Labirint
- 2010: V Zenturija. W Poiskach satscharowannych sokrowitschtsch
- 2012: Swetofor (Serie)